# Ambassade d'Algérie aux Émirats arabes unis
L'ambassade d'Algérie aux Émirats arabes unis est la représentation diplomatique de l'Algérie aux Émirats arabes unis, qui se trouve à Abou Dabi, la capitale du pays.

## Ambassadeurs d'Algérie aux Émirats arabes unis
- Salah Attia : ??? - 22 août 2019
- Abdelkrim Touahria : depuis 22 août 2019

### Consulats
L'Ambassade possède un consulat, à Dubai.